# دانشگاه دوشیشا
دانشگاه دوشیشا (انگلیسی: Doshisha University) دانشگاه خصوصی ژاپنی است، که در سال ۱۸۷۵ تأسیس شد.